# Altendorf (Haut-Palatinat)
Pour les articles homonymes, voir Altendorf.
Altendorf est une commune de Bavière (Allemagne), située dans l'arrondissement de Schwandorf, dans le district du Haut-Palatinat.